# Gamlegård, Billinge

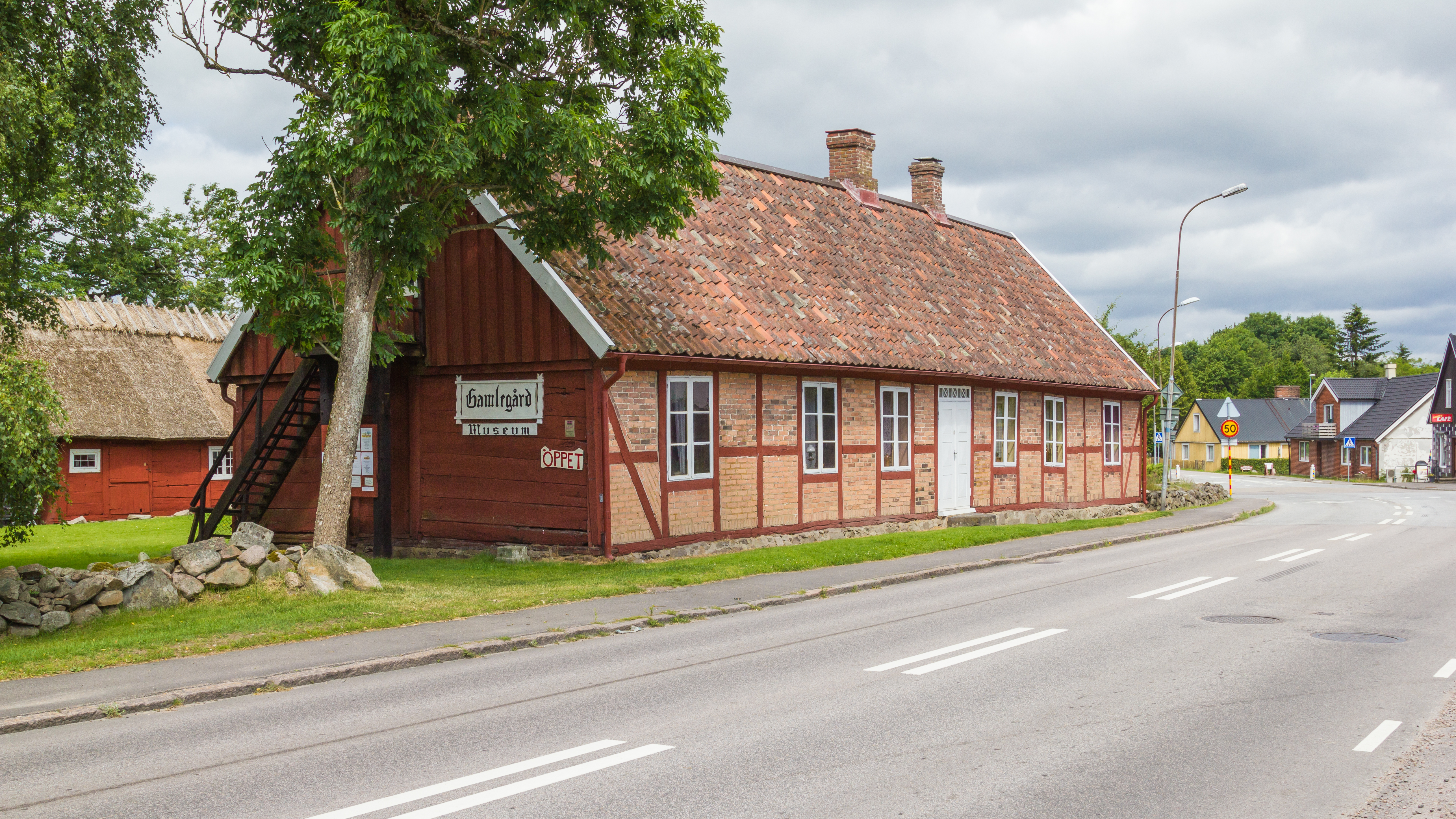
Gamlegård

 Gamlegård är ett hembygdsmuseum i Billinge, Eslövs kommun.
Museet grundades 1918 och är därmed ett av Skånes äldsta hembygdsmuseer. Sedan 1978 drivs det med bistånd från Eslövs kommun av Stiftelsen Gamlegård i Billinge, som också förvaltar Industrimuseet i Stockamöllan. Byggnaderna är från 1700-talet och framåt och stuglängan är uppförd redan 1739. Allmogesamling med bland annat bruksföremål och dräkter från bondesamhället. Skolmuseum från 1840-talet, handelsbod från början av 1900-talet samt vagnsmuseum. 
Gamlegård hemsida
Gamlegård på facebook